# Bucătărie chinezească

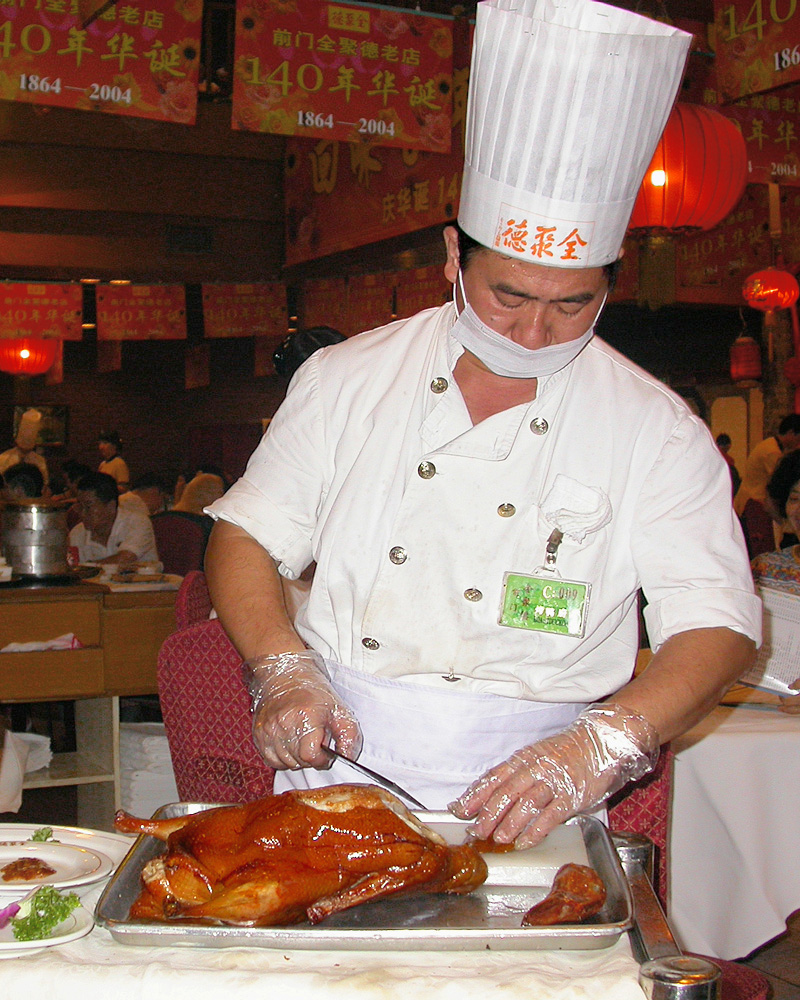
Rață Peking feliată pentru a fi servită

Bucătăria chinezească este una dintre cele mai bogate moșteniri culinare de pe Pământ. Mâncarea chinezească solidă se mănâncă cu bețișoare (de obicei din bambus) dintr-un vas mai adânc, iar cea lichidă cu o lingură cu fundul plat (de obicei din ceramică). Chinezii cosideră că este barbar a avea un cuțit la masă, din această cauză mâncărurile sunt preparate în bucățele mici, gata pentru a fi culese și mâncate. Spre deosebire de mâncărurile vestice, unde proteina animală este principalul fel de mâncare, ingredientele principale dintr-o mâncare chinezească sunt carbohidrații (proveniți de ex. din orez, mantou sau tăiței).

## Varietatea bucătăriei chinezești

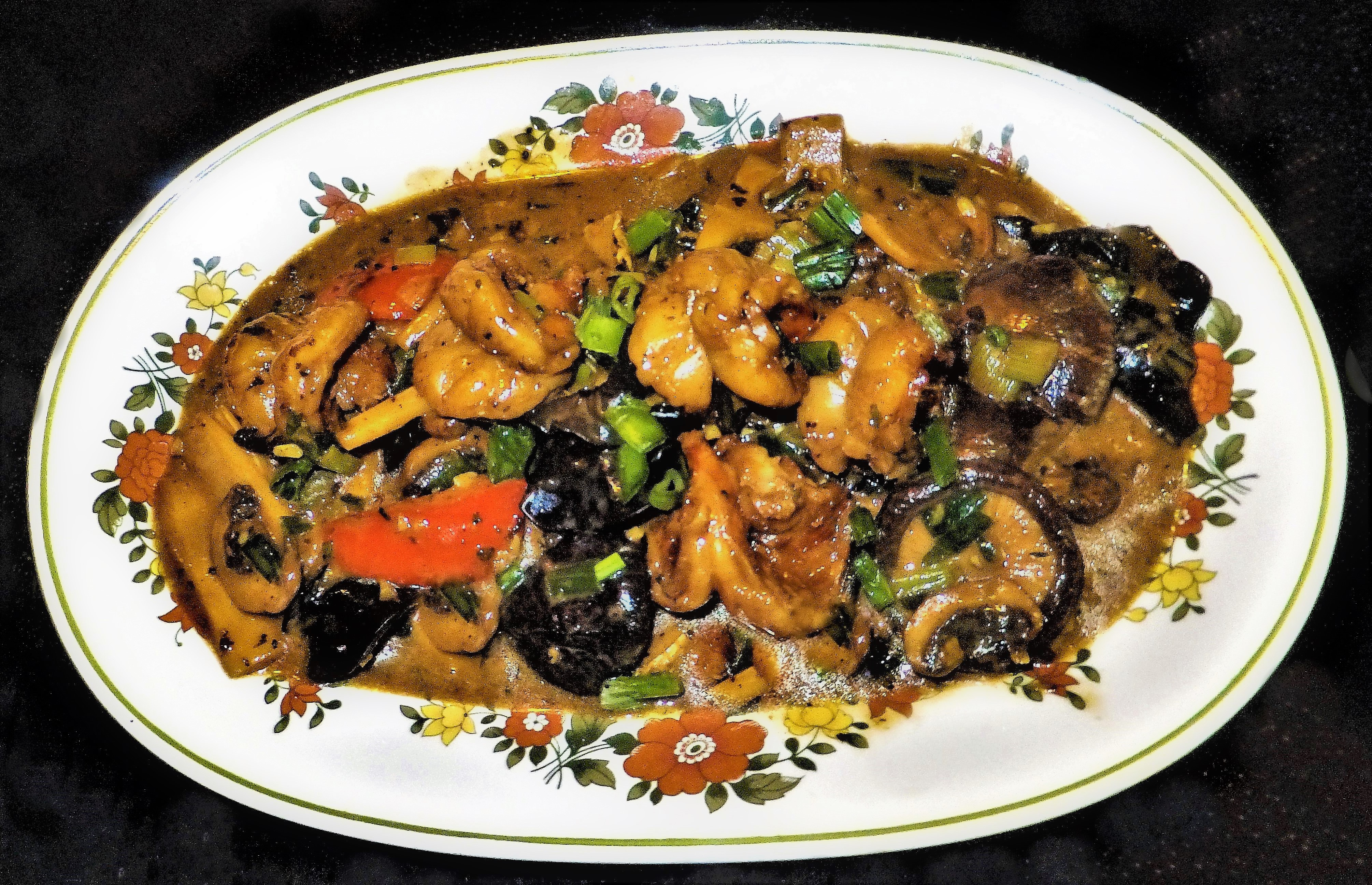
Mâncare cu creveți (King Prawns) și ciuperci

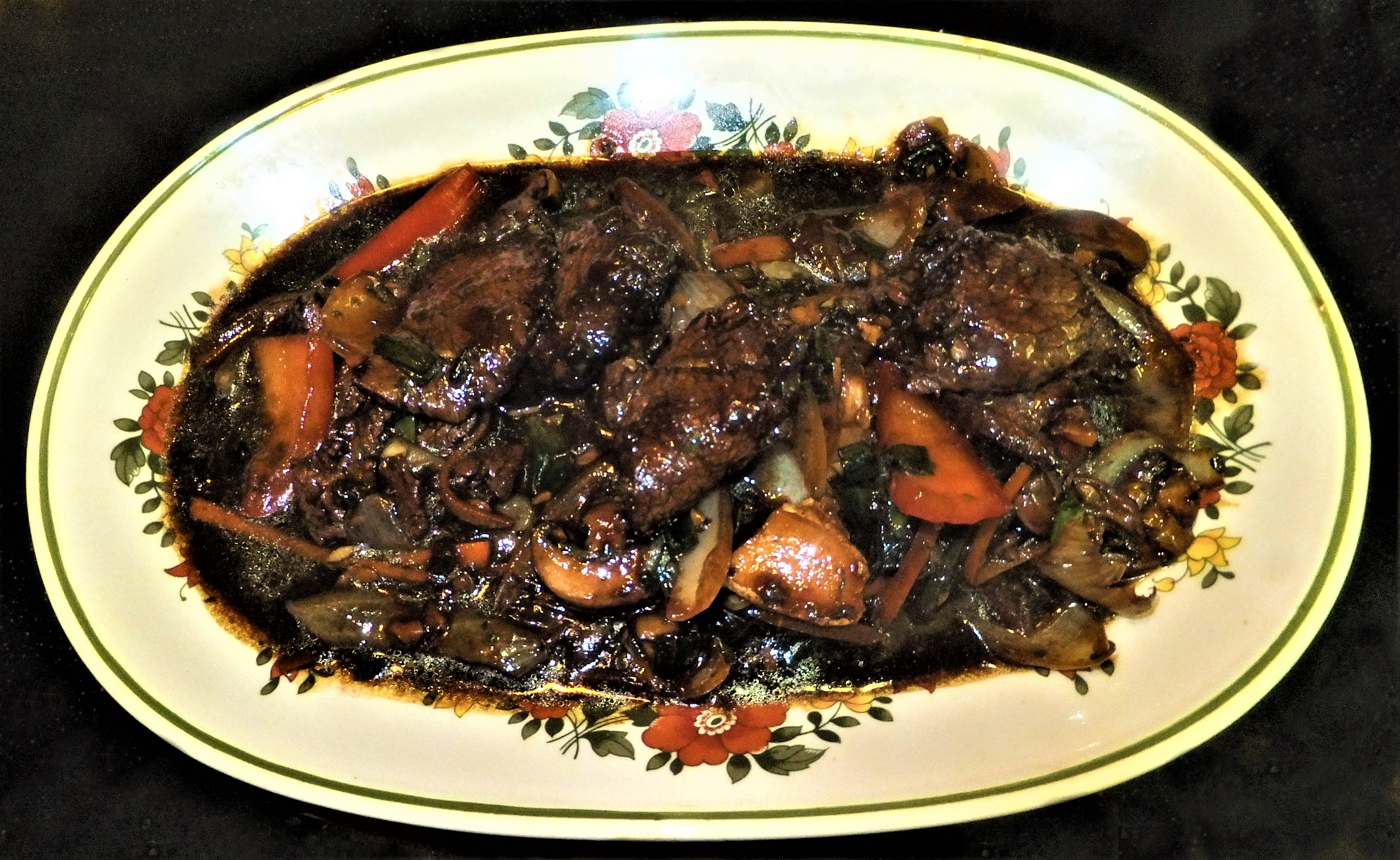
Mâncare de fileu de vită cu cepe

Datorită diversității intrinseci a Chinei, bucătăria acesteia poate fi împărțită în foarte multe stiluri regionale:
- Bucătărie Chinezească Budistă
- Bucătărie Chinezească Nord Vestică
- Bucătărie Jiang-Huai
- Bucătărie Yunnan
- Bucătărie Chinezească Nord Estică
- Bucătărie Cantoneză
- Bucătărie Chiuchow
- Bucătărie Hakka
- Bucătărie Hunan
- Bucătărie Chinezească Islamică
- Bucătărie Mandarină sau Bucătărie Chinezească Nordică
- Bucătărie Shanghai
- Bucătărie Sichuan
- Bucătărie Taiwaneză
- Bucătărie Fujian
- Bucătărie Hainan
- Bucătărie Chinezească Nanyang

## Impactul asupra mediului
Comerțul cu înotătoare de rechin, folosite pentru a prepara o populară mâncare chinezească, implică sacrificarea a peste 70 milioane de rechini în fiecare an.
Rechinii sunt vulnerabili la presiunile induse de exploatarea excesivă, deoarece cresc încet și au o rată de înmulțire relativ scăzută.
De asemenea, presura cu pieptul galben, Emberiza aureola, cunoscute în China drept "păsările orezului", o mică pasăre odinioară foarte răspândită în Europa și în Asia, este amenințată cu dispariția ca urmare a apetitului chinezilor pentru carnea sa.
Populația acestei păsări a scăzut cu 90% din 1980 și până în 2015, astfel încât aproape că a dispărut în Europa de Est, în Japonia și în mare parte a Rusiei, potrivit studiului realizat de Conservation Biology Journal.
În 1997, când aceste păsări au devenit rare, autoritățile chineze au interzis vânarea lor.